# Encalypta buxbaumioidea
Encalypta buxbaumioidea là một loài rêu trong họ Encalyptaceae. Loài này được T. Cao, C. Gao & X.L. Bai mô tả khoa học đầu tiên năm 1990.